# 將軍澳民生關注組
將軍澳民生關注組（英語：Concern Group For Tseung Kwan O People's Livelihood，簡稱將民關、將關組），是香港一個民主派的地區組織，主要活躍於新界西貢區將軍澳。

## 歷史
該組織是在2000年，由當時4位西貢區議員組成，包括當時仍為民主黨西貢區議員的范國威，由將軍澳各民主派地區人士組成的地區論政團體，關注將軍澳區內的環境、房屋、交通、文康活動及設施等方面向政府提供意見，致力服務全將軍澳居民。

## 架構
現任執行委員會 (2021)

## 選舉

### 區議會選舉
| 選舉 | 民選得票 | 民選議席 | 委任議席 | 當然議席 | 議席    | +/- |
| 2003 | 22,402 ━ | 7        | 0        | 0        | 7 / 529 | 7 ━ |
| 2007 | 17,506 ▼ | 5        | 0        | 0        | 6 / 534 | 2 ▼ |
| 2011 | 19,861 ▲ | 5        | 0        | 0        | 6 / 507 | 0 ━ |
| 2015 | 20,650 ▲ | 2        | 不適用   | 0        | 5 / 458 | 3 ▼ |
| 2019 | 39,035 ▲ | 8        | 不適用   | 0        | 8 / 458 | 5 ▲ |

## 議員
2019年區議會選舉時，將軍澳民生關注組有9名成員當選。